# Zora Neale Hurston
Zora Neale Hurston, född 7 januari 1891 i Notasulga, Alabama, död 28 januari 1960 i Fort Pierce, Florida, var en amerikansk författare och antropolog.
Hurston är mest känd för sin roman De vände sina blickar mot Gud från 1937, vilken är ett betydande verk inom amerikansk litteratur. Hurston studerade och forskade i antropologi vid Howard University, Barnard College och Columbia University. Hon flyttade till New York 1925, där hon spelade en central roll i Harlemrenässansen. Hon publicerade fyra romaner och uppemot 50 noveller, pjäser och essäer.

## Utmärkelser
Nedslagskratern Hurston på planeten Venus är uppkallad efter henne.